# Fissistigma thorelii
Fissistigma thorelii là loài thực vật có hoa thuộc họ Na. Loài này được (Pierre ex Finet & Gagnep.) Merr. mô tả khoa học đầu tiên năm 1919.